# Paulus Budi Kleden
Paulus Budi Kleden (Waibalun, 16 novembre 1965) è un arcivescovo cattolico indonesiano, dal 25 maggio 2024 arcivescovo metropolita di Ende.

## Biografia
È nato il 16 novembre 1965 a Waibalun, dove è cresciuto e ha ricevuto la sua prima educazione.

### Formazione e ministero sacerdotale
Dopo la laurea presso il seminario minore di Santo Domingo a Hokeng, è entrato nel noviziato verbita a Ledalero. Ha anche studiato filosofia presso il seminario maggiore di San Paulus e teologia presso la Philosophisch-Theologische Hochschule St. Gabriel a Mödling in Austria. Ha pronunciato il suo solenne giuramento perpetuo come membro verbita nel 1992 ed è stato ordinato presbitero il 19 maggio 1993 dal cardinale Hans Hermann Groër, arcivescovo metropolita di Vienna ed ordinario per i fedeli di rito orientale in Austria. Ha conseguito il dottorato in teologia dogmatica presso l'università di Friburgo nel 2000. È poi tornato in Indonesia, dove ha prestato servizio come docente di teologia presso il seminario maggiore di Ledalero. È stato nominato membro del Consiglio generale della Società del Verbo Divino dal 2012 al 2018, anno in cui è divenuto superiore generale.

### Ministero episcopale
Il 25 maggio 2024 papa Francesco lo ha nominato arcivescovo metropolita di Ende.
Il 22 agosto successivo ha ricevuto l'ordinazione episcopale, nella cattedrale di Cristo Re, dall'arcivescovo Piero Pioppo, nunzio apostolico in Indonesia, co-consacranti il cardinale Ignatius Suharyo Hardjoatmodjo, arcivescovo metropolita di Giacarta ed ordinario militare in Indonesia, ed il vescovo Antonius Franciskus Subianto Bunyamin, vescovo di Bandung. Durante la stessa celebrazione ha preso possesso dell'arcidiocesi.

## Genealogia episcopale
La genealogia episcopale è:
- Cardinale Scipione Rebiba
- Cardinale Giulio Antonio Santori
- Cardinale Girolamo Bernerio, O.P.
- Arcivescovo Galeazzo Sanvitale
- Cardinale Ludovico Ludovisi
- Cardinale Luigi Caetani
- Cardinale Ulderico Carpegna
- Cardinale Paluzzo Paluzzi Altieri degli Albertoni
- Papa Benedetto XIII
- Papa Benedetto XIV
- Cardinale Enrico Enriquez
- Arcivescovo Manuel Quintano Bonifaz
- Cardinale Buenaventura Córdoba Espinosa de la Cerda
- Cardinale Giuseppe Maria Doria Pamphilj
- Papa Pio VIII
- Papa Pio IX
- Cardinale Gustav Adolf von Hohenlohe-Schillingsfürst
- Arcivescovo Salvatore Magnasco
- Cardinale Gaetano Alimonda
- Cardinale Agostino Richelmy
- Vescovo Giuseppe Castelli
- Vescovo Gaudenzio Binaschi
- Arcivescovo Albino Mensa
- Cardinale Tarcisio Bertone, S.D.B.
- Arcivescovo Piero Pioppo
- Arcivescovo Paulus Budi Kleden, S.V.D.